# Akimoto Hirotomo
Akimoto Hirotomo est un nom japonais traditionnel ; le nom de famille (ou le nom d'école), Akimoto, précède donc le prénom (ou le nom d'artiste).
Pour les articles homonymes, voir Akimoto.
Akimoto Hirotomo (秋元 礼朝, 16 mai 1848-13 juin 1883) est un samouraï de la fin de l'époque d'Edo, daimyo du domaine de Tatebayashi dans la province de Kōzuke. Alors qu'il devient chef de la famille en 1864, il dirige le domaine durant les phases finales du shogunat Tokugawa et le chaos de la guerre de Boshin. Lui et son domaine sont profondément impliqués dans les événements de la guerre dans le nord.
Au cours de l'ère Meiji, la famille d'Hirotomo est faite vicomte (子爵, shishaku) dans le cadre du nouveau système nobiliaire.